# Maschinenfleet
Das Maschinenfleet ist ein 6,6 km langer künstlicher Wasserlauf in Bremen und bildet die Grenze zwischen dem Blockland im Osten und den Stadtteilen Gröpelingen und Burglesum im Westen. Bevor er als Zuleitung zu Bremens leitungsstärkstem Schöpfwerk seine heutige Bezeichnung bekam, trug er seit seiner Ersterwähnung im Jahr 1374 verwirrenderweise den Namen „der Alte Deich“.

## Waller Siel und der Graben „Der Alte Deich“

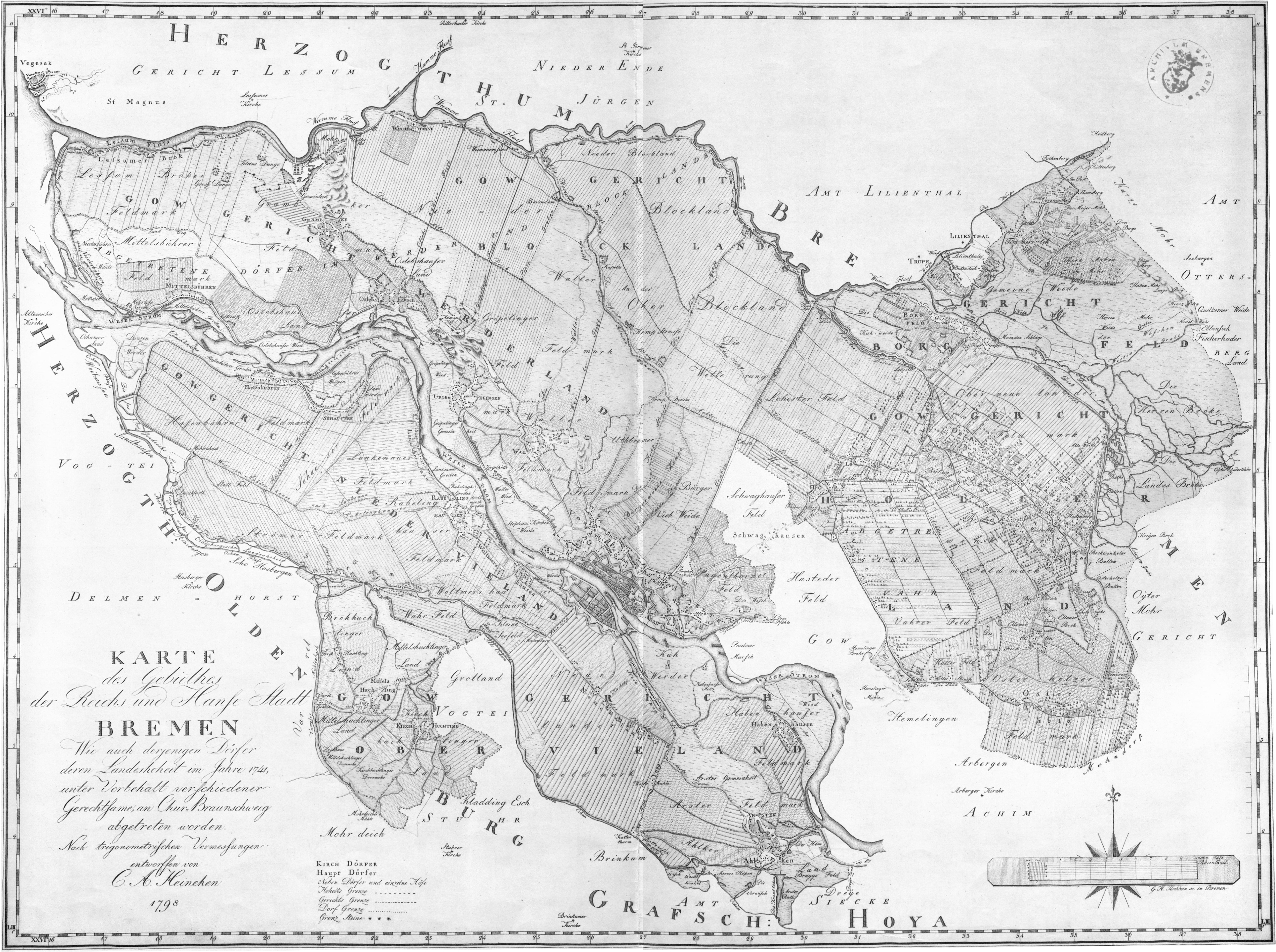
Heineken/Tischbein, erste exakte Karte des Bremer Staatsgebiets, 1798

Am 31. Oktober 1374 bestätigten Dekan und Kapitel des Bremer Doms sowie der Bürgermeister und die Ratsherren der Stadt Bremen eine Vereinbarung von acht flussabwärts am rechten Weserufer sowie im östlich angrenzenden Marschland an Lesum und Wümme gelegenen Dörfern über Anlage und Unterhaltung des Lesumdeichs zwischen Grambke und Wasserhorst („Neuer Deich“) mit dem Waller Siel und dem an diesem Siel auszuleitenden Entwässerungsgraben namens „Alter Deich“.
Ausdrücklich erwähnt wird, dass das Siel erst noch anzulegen sei. Auch der Verlauf des Grabens wird beschrieben. Die Anrainer sollen nicht nur ihre Uferabschnitte unterhalten („holen“); sofern das Feld nicht gleich trocknet, müssen sie ihn erst noch „maken“, also zumindest deutlich vertiefen.
Das Waller Siel lag etwa an der Stelle des heutigen Schöpfwerks Wasserhorst und wird in dem Dokument von 1374 nicht ausdrücklich „Waller Siel“ genannt. Aus der Verteilung der Unterhaltungslasten auf die Bauern der acht Dörfer wird deutlich, dass der – damals neue – Lesumdeich mit Siel und leistungsfähigem Entwässerungsgraben ein Gemeinschaftsprojekt der ganzen Region war.
Warum der Graben „der Alte Deich“ genannt wurde, wird aus dem Dokument nicht klar. Es wird vermutet, dass er dem Verlauf eines Deichs folgte, den die Hollerkolonisten an unterer Kleiner Wümme und Wümme am rückwärtigen Ende der von ihnen urbar gemachten Flächen errichtet hatten. Nun, mit der Anlage des Siels, waren die Anrainer auf beiden Seiten an einer guten Entwässerung zum Graben hin interessiert. Ein begleitender kleiner Deich, wie ihn Georg Garbade in seiner 1995 geschriebenen Heimatgeschichte des Blocklandes postulierte, hätte die Entwässerung behindert. In der 1798 von C. A. Heineken gezeichneten und herausgegebenen ersten exakten Karte des Bremer Landgebietes ist nichts dergleichen eingetragen. Dass es bis 1374 im Verlauf oder neben dem Gewässer einen solchen Deich gegeben hat, lässt sich nicht ausschließen. Die Anrainer hatten außer der Entwässerung noch einen weiteren Grund, einen nicht mehr benötigten Damm abzutragen; aus Berichten über diverse Deichbrüche wird klar, dass Erdmaterial zur Wiederherstellung der Deiche und zur Erhöhung von Wurten knapp war.

## Anfänge aktiver Entwässerung
Die Versandung der Unterweser bereitete nicht allein der Seeschifffahrt von und nach Bremen Schwierigkeiten. Indem sie den Querschnitt des Flusses insgesamt anhob, verschlechterte sie auch die Entwässerungsmöglichkeiten der Marschen an Lesum und unterer Wümme. Nach Deichbrüchen oder starken Niederschlägen standen ausgedehnte Flächen des Blocklandes oft monate-, manchmal jahrelang unter Wasser.
Im Jahr 1610 wurden mehrere Standorte für windbetriebene Schöpfmühlen ausersehen, im Sinne einer dezentralen aktiven Entwässerung. Wie viele davon verwirklicht wurden, ist unklar. Ein Chronist beklagte, sie seien in der Zeit der schwedischen Statthalterschaft über Bremen (d. h. nach dem Friede zu Habenhausen) verfallen. Am Dammsiel wurde 1770 eine Schöpfmühle errichtet, arbeitete aber nicht effektiv.
In der Begründung für den Bau einer kombinierten Schöpf- und Getreidemühle in Borgfeld wird 1834 eine vorangegangene Verbesserung der Ernten im Bereich der Wetterung (Landfläche zwischen dem Kuhgraben und der Sietwenje, einem älteren Gewässer neben der heutigen Semkenfahrt) erwähnt.

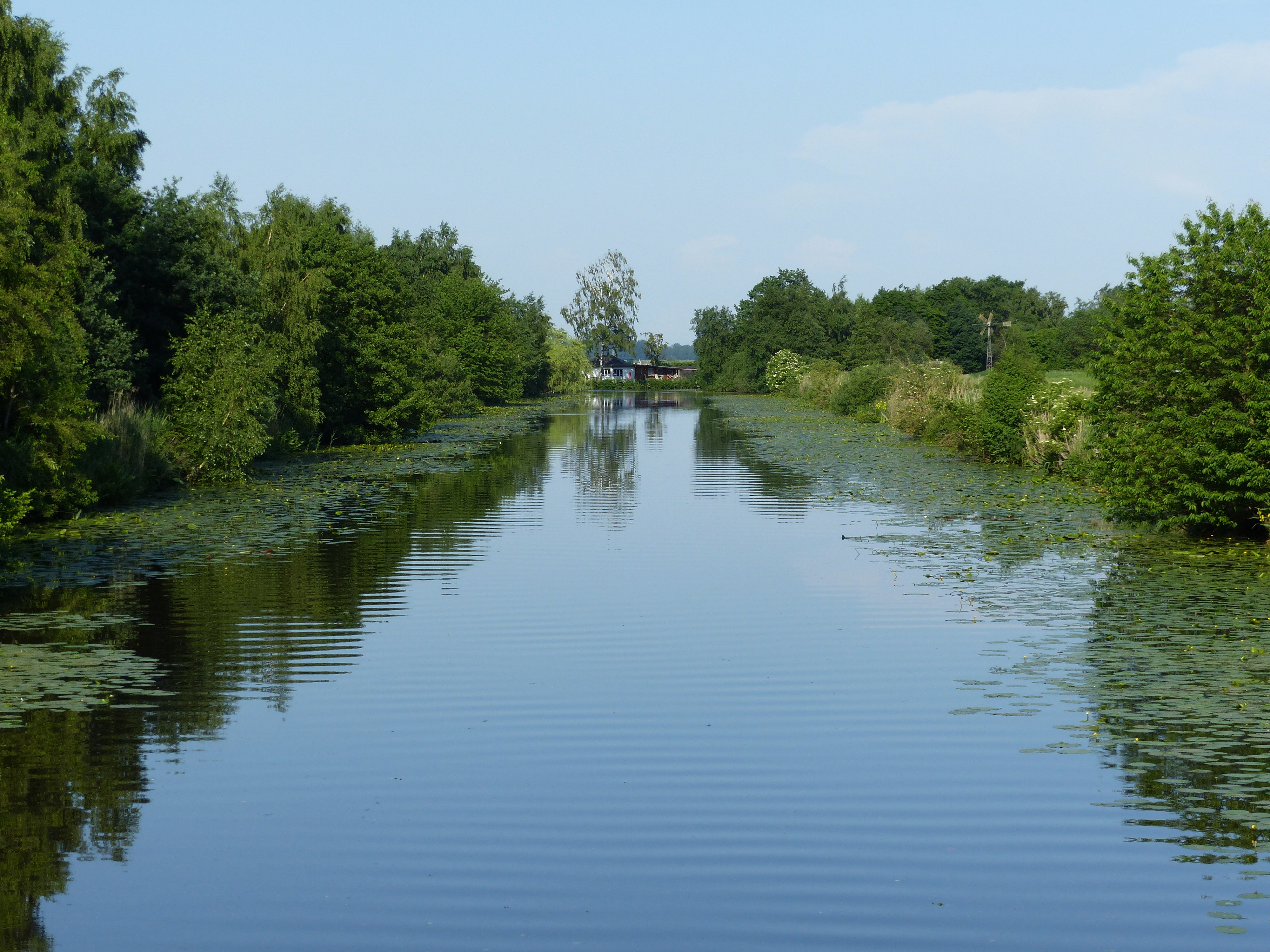
Östlicher Teil des Maschinenfleets, Blick von der Brücke Waller Str. zur Kleinen Wümme

## Entwässerungsanstalt und Maschinenfleet

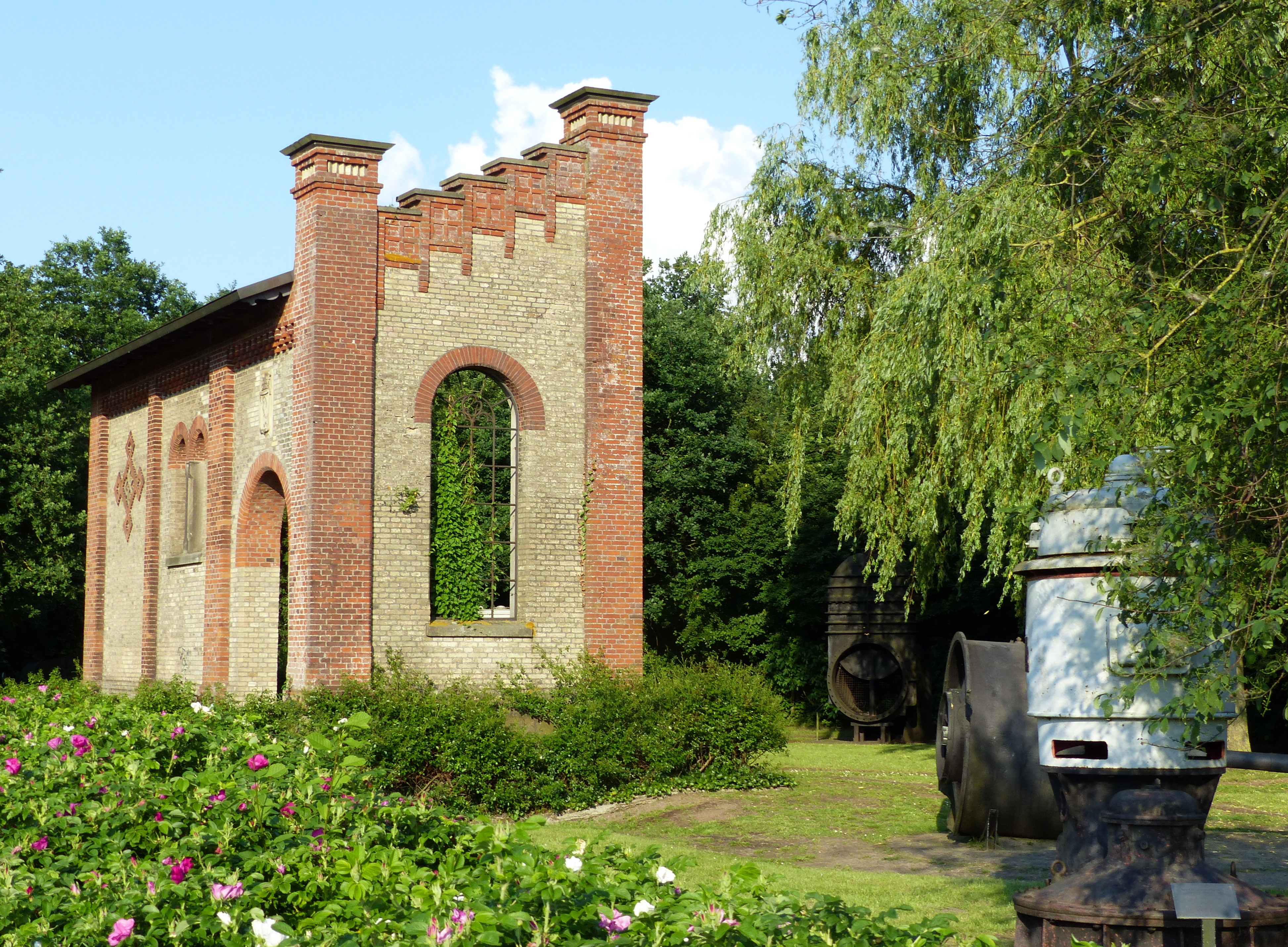
Museum der Entwässerungsanstalt, vorn rechts Drehstrommotor von 1928

Am 10. September 1856 fasste dann der Bremer Senat den Beschluss, das gesamte Gebiet von Blockland und Hollerland mit Dampfkraft zu entwässern. Die Entwässerunsgsanstalt wurde am Waller Siel errichtet, das zu diesem Zweck um einige Meter zurückverlegt wurde. Der zuführende Graben „Alter Deich“ wurde zum Maschinenfleet ausgebaut und durch einen Querkanal mit der Mündung des Waller Fleets in die Kleinen Wümme verbunden. Seither wird das Wasser aus den Marschgebieten östlich der Bremer Düne zum größten Teil durch dieses Maschinenfleet geleitet.
Einige Flächen des Blocklandes hatten vorher so oft und lange unter Wasser gestanden, dass es dort keine Grasnarbe mehr gab. Es brauchte bis zu zehn Jahre konsequenter Entwässerung, bis man sie wieder bewirtschaften konnte.
Durch die Entwässerung senkte sich das Bodenniveau im Blockland in den ersten siebzig Jahren um 10 cm. Mit der Zeit merkte man, dass man nicht nur entwässern durfte. Schon bevor zu den Aufgaben des Deichverbandes auch der Naturschutz gehörte, fing man an, im Winterhalbjahr Hollerland und Blockland Wasser zuzuleiten, damit nicht unerwünschte Inhaltsstoffe aus dem Grundwasser von unten in die Vegetationsschicht gedrückt wurden.

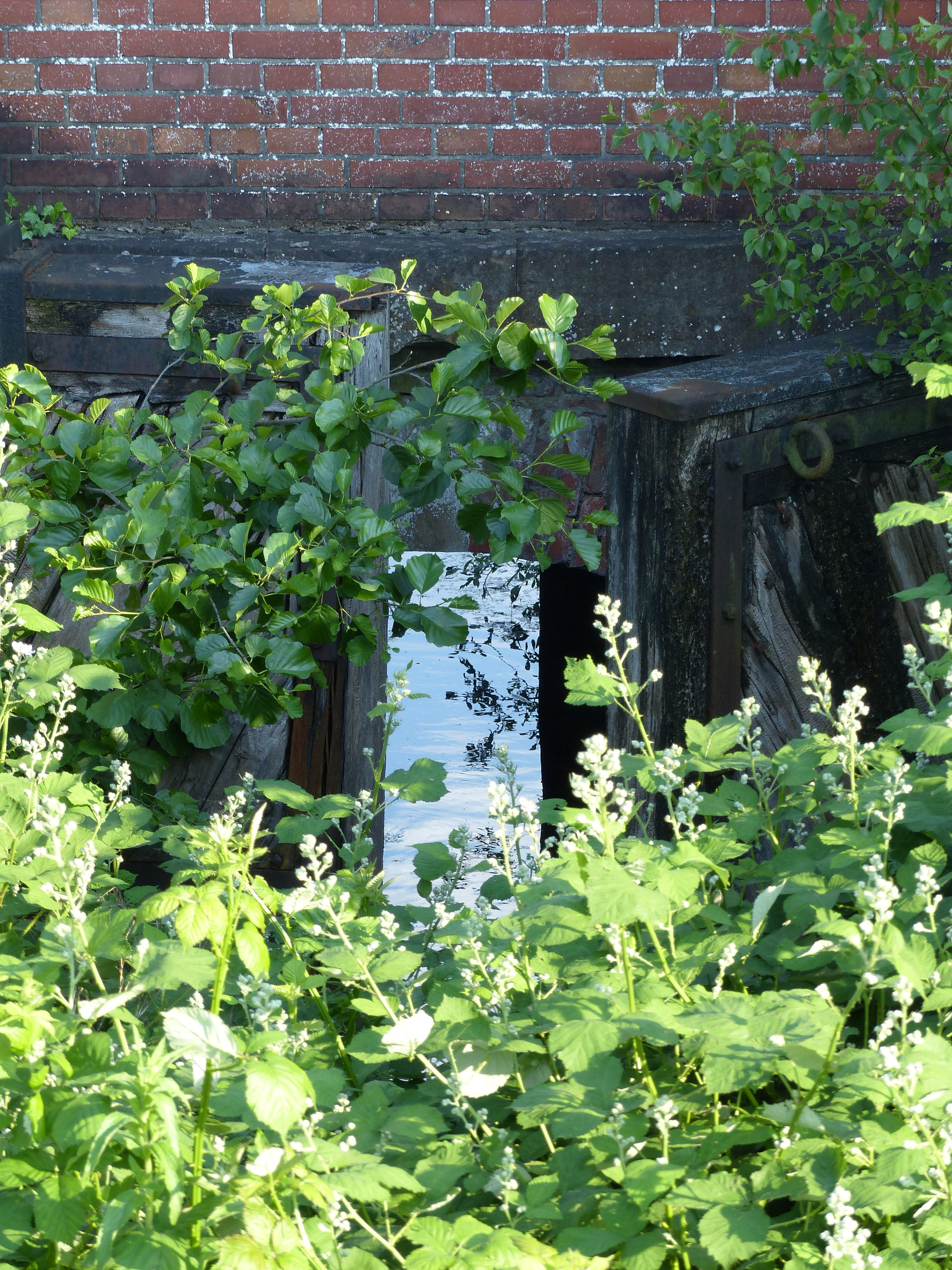
Schöpfwerk Wasserhorst, Sieltor 1862/64 bis 1987
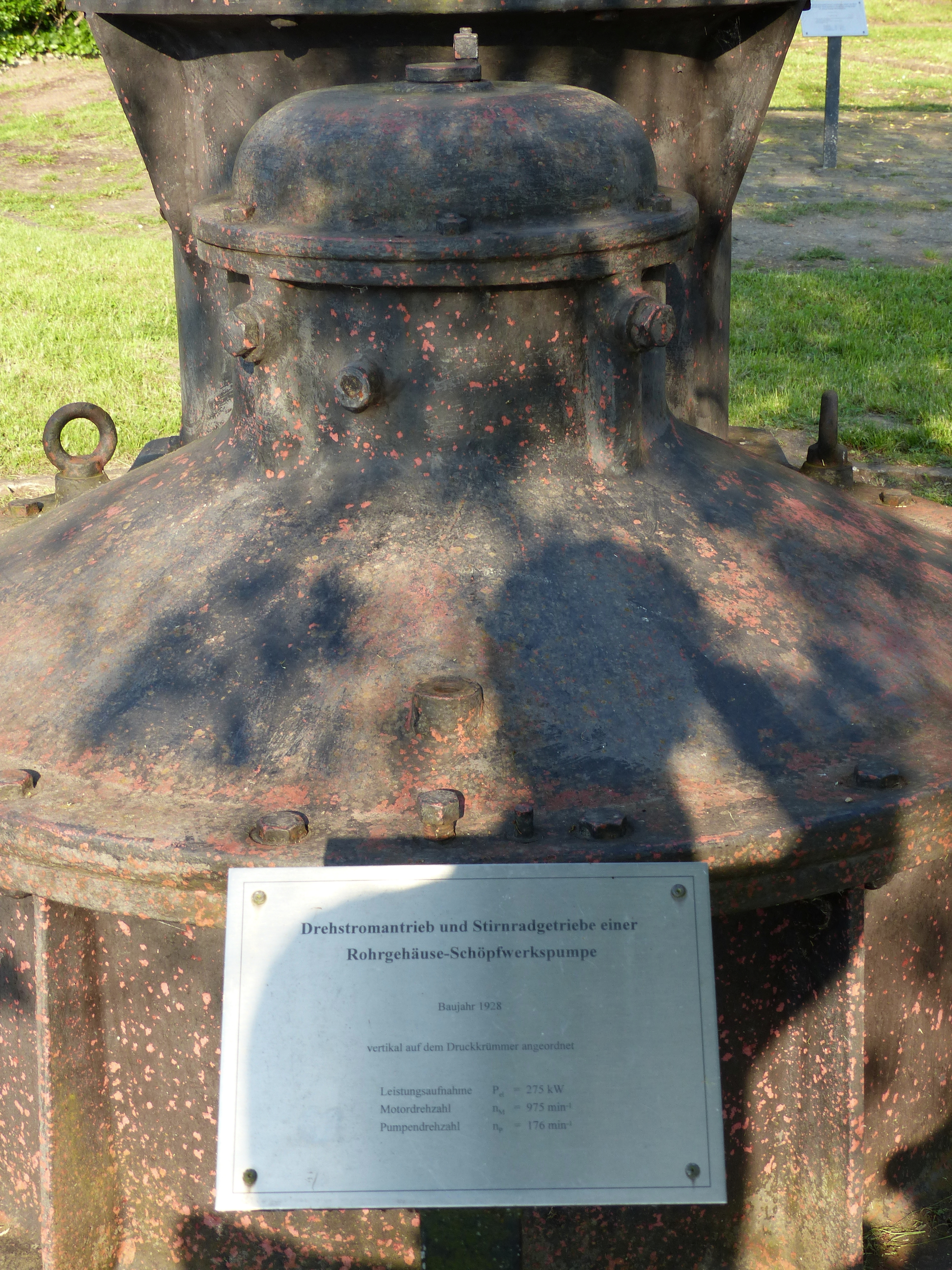
Schöpfwerk Wasserhorst, Sockel eines Drehstrom- motors von 1928
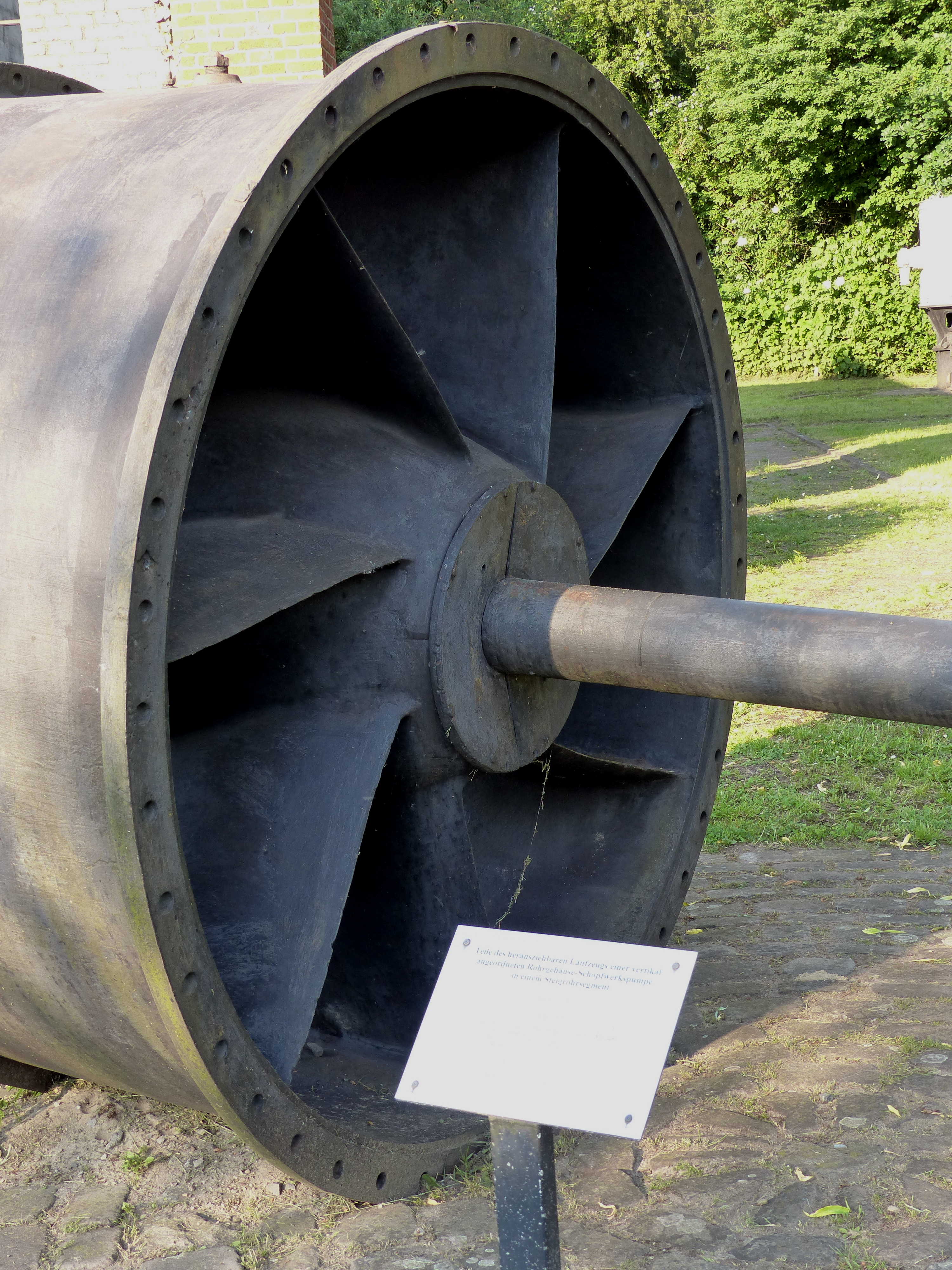
Laufzeug (bewegliche Teile) einer Rohrgehäuse-Schöpfwerkspumpe

## Weitere Entwicklung

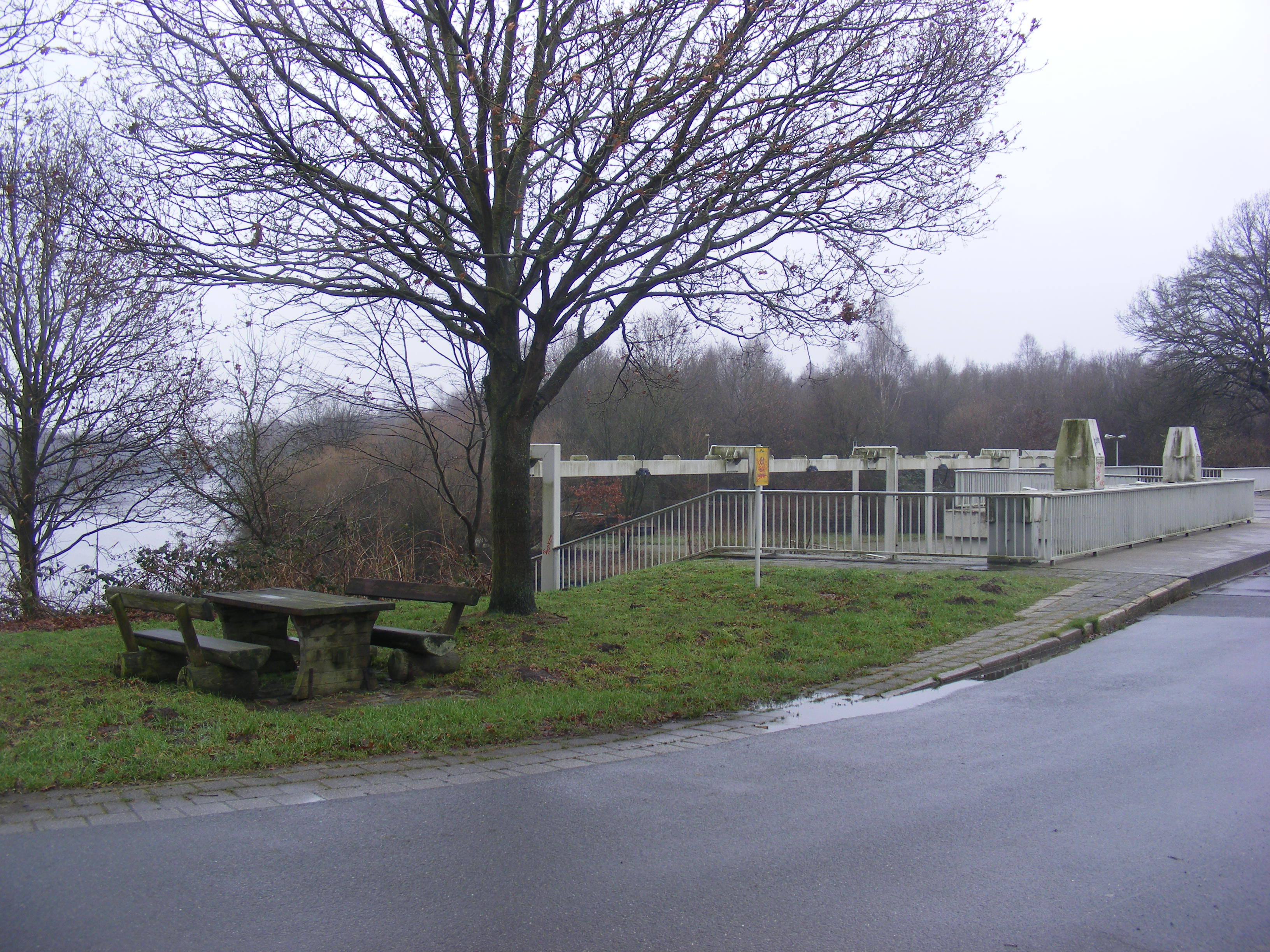
Maschinenfleet, Blick vom neuen Schöpfwerk Wasserhorst

Schon 1924 wurde der Antrieb der Entwässerunsganstalt von Dampfmaschinen auf Elektromotoren umgestellt. Die Motoren und Pumpen, die dann bis in die 1980er Jahre in Betrieb waren, wurden allerdings erst 1928 installiert.
1965 wurde auch am Kuhsiel ein Schöpfwerk in Betrieb genommen.
1984–1987 wurde an der Mündung des Maschinenfleets wenige Meter östlich der alten Anlagen ein neues Schöpfwerk errichtet, dessen Maschinenräume in den Deichkörper integriert wurden. Die Anlage verfügt über mehrere Pumpwerkskanäle mit Turbinen und über mehrere Sielkanäle zur passiven Entwässerung. Durch diese läuft nach Möglichkeit über die Zeit hin der größte Teil der Entwässerung. Sie haben jeweils sowohl einen elektronisch gesteuerten vertikal verstellbaren Schieber, mit dem die Wasserabflüsse einzeln geregelt werden, als auch von Strömung und Wasserdruck gesteuerte zur Lesum hin öffnende Flügeltore.
Reste der Sielanlage aus dem 19. Jahrhundert sind landseits eines neuen Deichabschnitts erhalten. Neben einer Mauerecke des Pumpenhauses sind auch Teile der alten Pumpen als frei zugängliches Freiluftmuseum ausgestellt.

## Bedeutung für den Wasserhaushalt in Bremen
Im Durchschnitt der Jahre 2002 bis 2013 liefen 25.368.341 m³ durch die Sielanlagen des Schöpfwerks Wasserhorst in die Lesum ab und 11.349.440 m³ wurden hier in die Lesum gepumpt, zusammen also 36.717.781 m³ jährlich. Nur 1.001.277 m³ im Jahresdurchschnitt wurden vom Schöpfwerk Kuhsiel in die Lesum gepumpt. Durch diese beiden Schöpfwerke geht heute der gesamte Wasserabschlag des Deichverbandes am rechten Weserufer aus dem Einzugsgebiet der kleinen Wümme. Das Einzugsgebiet des Maschinenfleets umfasst also nicht 26,94 km², wie im Flächenverzeichnis zur Hydrographischen Karte Niedersachsen angegeben, sondern einschließlich der Einzugsgebiete der dort irrtümlich als eigenständige Wümmezuflüsse eingetragenen Gewässer 103,22 km². Ein Teil des Oberflächenwassers aus diesem Einzugsgebiet erscheint aber nicht in den Anlagen des Deichverbandes und nicht in seiner Dokumentation: Ein großer Teil des Niederschlagswassers auf versiegelten Flächen gelangt in die städtische Mischwasserkanalisation von Hansewasser. Es wird unter der Weser hindurch in die Kläranlage Seehausen gepumpt und ist in deren Durchsatz von 47.450.000 m³ pro Jahr enthalten, der sich an Regentagen gegenüber dem Gesamtdurchschnitt mehr als verdoppelt.